# Renata Siuda-Ambroziak
Renata Agnieszka Siuda-Ambroziak (ur. 11 maja 1973 w Warszawie) – polska brazylianista, doktor filozofii społecznej oraz religioznawca, badaczka Polonii brazylijskiej, adiunkt w Instytucie Ameryk i Europy Uniwersytetu Warszawskiego, Ośrodek Studiów Amerykańskich, dyplomatka.

## Życiorys
Absolwentka Uniwersytetu Warszawskiego, gdzie ukończyła studia magisterskie (iberystyka), 2,5-letnie latynoamerykańskie studia specjalizacyjne (CESLA), Nauczycielskie Kolegium Języka Angielskiego, studia prawnicze z zakresu Ochrony Własności Intelektualnej (Wydział Prawa i Administracji) oraz podyplomowe studia menedżerskie dla kadry zarządzającej szkołami wyższymi (Wydział Zarządzania UW). Doktoryzowała się w 2012 z filozofii społecznej. Początkowo była zaangażowana zawodowo w działalność Centrum Studiów Latynoamerykańskich (CESLA) przy UW, przez kilka lat odpowiadała za politykę rankingową UW w prorektoracie ds. współpracy zagranicznej, pełniła funkcje kierownika studiów, a później zastępcy dyrektora Instytutu Ameryk i Europy ds. studenckich (2016–2020). Pracowniczka Ośrodka Studiów Amerykańskich (OSA) UW. Od 2020 członkini Rady Naukowej Dyscypliny NoKiR w UW, członkini Rady Dydaktycznej Instytutu Ameryk i Europy. W 2021 w stopniu I radcy została zastępczynią szefa polskiej misji dyplomatycznej w Brazylii (Ambasada RP w Brasilii).
Stypendystka wielu uczelni brazylijskich: Uniwersytetu Federalnego Bahia (UFBa) w Salvador da Bahia, Federalnego Uniwersytetu Santa Catarina (UFSC) we Florianópolis (Brazylia), Uniwersytetu São Paulo (USP), Uniwersytetu Stanu Rio de Janeiro (UERJ) w Rio de Janeiro. Stypendystka UE Fellow Mundus w UFSC. W 2018 - stypendystka rządu federalnego Brazylii (CAPES). W 2019 stypendystka Institute of International Education w State University of New York oraz w Daemen College, Buffalo, NY.

## Badania oraz dydaktyka
Jest członkinią wielu międzynarodowych zespołów badawczych:
LEHR (Laboratório dos Estudos da História das Religiões) Uniwersytet Pernambuco, Brazylia; koordynator Brazylianistycznej Pracowni Badawczej pod auspicjami Ambasady Brazylii w Warszawie w Ośrodku Studiów Amerykańskich UW; Larm – Laboratorium Badań nad Religią i Ruchami Migracyjnymi UERJ; LEER, Uniwersytet São Paulo; LEMM – Laboratório de Estudos do Movimento Migratório, Universidade Federal do Espírito Santo; ANPUH – Associação Nacional da História do Brasil, GT HRR – Grupo de Trabalho Nacional da História das Religiões e Religiosidades; MIGRANTÓLOGOS, Instituto Mora; LABIMI – Laboratório de Estudos de Imigração, Universidade do Estado do Rio de Janeiro, Brazylia; Religião, tradição e modernidade da Pontifícia Universidade Católica de Minas Gerais; História e Catolicismo no Mundo Contemporâneo: Universidade Federal de Mato Grosso (UFMG), Universidade de Passo Fundo (UFPF), Universidade Federal do Rio Grande do Norte (UFRN), Pontificia Universidade de Minas Gerais (PUC-MG); członek ESSH Religion Network – European Social Science History Religion Network
Członkini Polskiego Towarzystwa Religioznawczego, Polskiego Towarzystwa Socjologicznego, Polskiego Towarzystwa Studiów Latynoamerykanistycznych.
Redaktorka naczelna Revista del CESLA. International Latin American Studies Review, autorka monografii “Religia w Brazylii. Uwarunkowania społeczno-kulturowe”. Prowadzi zajęcia poświęcone Ameryce Łacińskiej, w szczególności Brazylii, religii i religijności w Amerykach, dotyczące prawa ochrony własności intelektualnej, komunikacji międzykulturowej w Amerykach oraz latynoamerykańskiej kultury polityki i biznesu etc. Dotychczas wypromowała jako promotor pomocniczy trzy doktoraty w Brazylii (UFSC/UFES/UFES), w Polsce – 16 licencjatów oraz 17 magistrantów z zakresu interdyscyplinarnych studiów latynoamerykanistycznych. 

## Przykładowe publikacje
- „Brazylijski rynek religijny na początku XXI wieku (na podstawie danych ze spisu powszechnego IBGE z roku 2010)”, Ameryka Łacińska, XIX, nr 1 (79), 2013, 99–106, ISSN 1506-8900.
- “A religião e política no Brasil contemporâneo – o caso das eleições presidenciais de 2010”, Revista del CESLA, Warszawa, nr 17, 2014, 101–115, ISSN 1641-4713.
- “Public Religion in the 21st Century: a Comparative Study on the Catholic Church in Poland and in Brazil”, Przegląd Religioznawczy, nr.4, 2016, 135–146, ISSN 1230-4379.
- “Religious and political leadership in Brazil at the turn of the 19th and 20th centuries – the case of Father Cícero”, Revista Brasileira de História das Religiões (dossiêr: As crenças e suas articulações com a política e a sociedade) IX/21(9), 2017, 9–20, ISSN 1983-2850.
- “Religious Market and Its Entrepreneurs: Comparative Perspective on Brazil and Poland” (współautor: Ewa Stachowska), Management Issues, vol. 15, nr 3 (70), cz. 2, 2017, s. 24–44, ISSN 1644-9584.
- “Da Polônia ao Brasil (1933–1945): memórias dos refugiados do nazismo e sobreviventes do Holocausto” (współautor: Maria Luiza Tucci Carneiro), Revista del CESLA, n. 20, 165–190, 2017, ISSN 1641-4713:
- “Narodziny ludowego świętego – historia kultu “Chłopczyka z Kołyski” w Brazylii” (współautor: Solange Ramos de Andrade), Przegląd Religioznawczy, nr.3 (265)/2017, 109–132, ISSN 1230-4379.
- „Surfing i wiara: współczesny trybalizm (neo)pentekostalny w Brazylii” w: Przegląd Religioznawczy, nr. 1(267)/2018, s. 141–156, ISSN 1230-4379.
- „Relacje pomiędzy religią a polityką na przykładzie „kwestii aborcyjnej” – analiza porównawcza Polska-Brazylia” (współautor: Ewa Stachowska), Przegląd Religioznawczy, nr. 2(268)/2018, s. 171–194, ISSN 1230-4379.
- “Jumping into faith – the Phenomenon of Brazilian Pentecostal Conversions”, Studia Religiologica, tom 51, nr 1, 2018, s. 11–32, ISSN 0137-2432; e-ISSN 2084-4077, doi: 10.4467/20844077SR.18.002.9491.
- “The sacrifice, the feast and the power of the priesthood in the Xangô cult of Recife” (współautor: Roberto Motta), Studia Religiologica, tom.51, z. 4, 2018, s. 279–295; DOI 10.4467/20844077SR.18.020.10151, ISSN 0137-2432.
- “Health and wealth in contemporary Brazilian religious culture”, Przegląd Religioznawczy, nr. 4(270)/2018, s. 31–48, ISSN 1230-4379.
- “Benzedeiras: lights and shadows of the religious healing practice in Brazilian folk Catholicism”, Studia Religiologica, tom 52, nr 3, 2019, s. 191–204, ISSN 0137-2432; e-ISSN 2084-4077, doi:10.4467/20844077SR.19.014.11373
- “Poloneses no Espírito Santo: duas trajetórias de um povo entre os vales da Serra e os sertões do Norte” (współautor: Cristina Dadalto), Revista História: Debates e Tendências, v. 20, n. 3, 2020, p. 153–174, ISSN 2238-8885.
- „Religijne święta w brazylijskim katolicyzmie ludowym”, Przegląd Religioznawczy, nr. 3(277)/2020, ISSN 1230-4379, p. 195–211, DOI: 10.34813/ptr3.2020.13
- “Religious leaders in politics: Rio de Janeiro under the mayor-bishop in the times of the pandemic” (współautor: Joana Bahia) International Journal of Latin American Religions, ISSN 2509-9957, 4/2020, s. 360–379(2020), Springer Nature, s. DOI: 10.1007/s41603-020-00123-1
- Açorianidade e brasilidade nas Festas do Divino: o caso de Viana (ES) (współautor: Fabiene Passamani Mariano), Revista del CESLA. International Latin American Studies Review, 26(2020), s. 83–110.
- „Tankowanie axé, czyli religijna terapia w afro-brazylijskim candomblé”, Studia Religiologica, tom 53, nr 4, 2020, s. 333–346, ISSN 0137-2432; e-ISSN 2084-4077.

Rozdziały w monografiach zbiorowych
- „Gaúcho-Polonês na tle wielokulturowości etnicznej Rio Grande do Sul” (Renata Siuda-Ambroziak, Mariusz Malinowski) w: Paleczny, T. (red.) Zbiorowości etniczne w Ameryce Łacińskiej – odrębność czy asymilacja. Warszawa: CESLA, 2001, s. 58–76, ISBN 83-85620-92-3.
- „Brazylijski trzeci sektor – poszukiwanie konsensusu społecznego na przełomie XX i XXI wieku” w: Ameryka Łacińska. W poszukiwaniu konsensusu. Red. Kłosiński, K.A., Czarnacki, M., Wydawnictwo KUL, Lublin 2013, s. 285–298, ISBN 978-83-7702-699-1.
- „Religiones e iglesias en la formación de una nueva América Latina a finales del siglo XX y principios del siglo XXI” (Renata Siuda-Ambroziak, Jan-Ake Alvarsson) w: América Latina del siglo XXI. Nuevas semblanzas, nuevas estructuras, nuevas identidades. Ed. A. Dembicz, A. Elbanowski. CESLA UW, Varsovia 2013, s. 353–410, ISBN 978-83-62992-09-6.
- „Entre ideales, estereotipos y realidad: Polonia, la identidad nacional y comunidades de ascendencia polaca en el Brasil contemporáneo” w: Ameryka Łacińska: historia – polityka – gospodarka – kultura. red. M. Drgas, J. Knopek, A. Ratke-Majewska, Dom Wydawniczy DUET, Toruń 2014, s. 255–269, ISBN 978-83-62558-99-5.
- „The Interdependence of Brazil’s Foreign Policy and Foreign Trade” (współautor: Alexis T. Dantas), w: Brazil-Poland. Focus on Economy. Red. Alexis Toríbio Dantas, Alojzy Z. Nowak, Renata Siuda-Ambroziak. Warszawa, Rio de Janeiro: UW/UERJ, 2014, s. 9–30, ISBN (PL): ISBN 978-83-235-1471-8, ISBN (BR): ISBN 978-85-99958-23-0.
- „Polityka kościołów neopentekostalnych w okresie transformacji ustrojowej w Brazylii”, w: Transformacje demokratyczne – problemy – wyzwania – implikacje, Katarzyna Krzywicka (red.), Studia Iberoamerykańskie UMCS, vol. III, Wydawnictwo UMCS, Lublin 2014, s. 157–176, ISBN 978-83-7784-583-7.
- „Refleksje o zmianach w brazylijskiej polityce zagranicznej w XXI wieku i ich percepcji w Brazylii” w: Przeobrażenia geopolityczne i nowe zagrożenia w Ameryce Łacińskiej – Transformaciones geopolíticas y nuevas amenazas en América Latina, Katarzyna Krzywicka, Paweł Trefler (red.), Studia Iberoamerykańskie UMCS – Estudios Iberoamericanos de la UMCS, vol. IV, Lublin 2016, s. 395–410, ISBN 978-83-7784-589-9.
- „Narodowa Komisja Prawdy w Brazylii i jej specyfika na tle rozliczeń z rządami dyktatur wojskowych”, współautor: Marcin Komosa, Joanna Kulska (red.), Oblicza pojednania. Faces of Reconciliation, Uniwersytet Opolski, 2016, s. 179–210, ISBN 978-83-7395-727-5.
- Cristine Fortes Lia, Eliana Gasparini Xerri, Renata Siuda-Ambroziak, Przywództwo w środowiskach polonijnych na południu Brazylii, R. Raczyński (red.), Polacy i ich potomkowie w Ameryce Łacińskiej, Muzeum Emigracji w Gdyni, Gdynia 2017, ISBN 978-83-65751-00-3, s. 198–217.
- „Religião na construção da identidade étnica dos polono-brasileiros” w: Subjetividades em trânsito: memória, emoção, e-imigração e identidades, Isabel Regina Augusto, Maria Cristina Dadalto, Renata Siuda-Ambroziak (red.), Macapá/Rio de Janeiro: UNIFAP/Bonecker, 2017, ISBN PL: ISBN 978-83-62992-24-9; BR: ISBN 978-85-5476-000-7), s. 11–38.
- “Religião e Estado no Brasil contemporâneo: os processos da “(neo)pentecostalização” da política brasileira”, Katarzyna Krzywicka, Renata Siuda-Ambroziak (red.),  Religión y política en América Latina,, Estudios Latinoamericanos de la UMCS, vol. V, UMCS, Lublin 2017, ISBN 978-83-227-9036-6; ISSN 2084-8072, s. 109–136.
- “Latin American Studies in Poland: Developments and Current Challenges”, Katja Naumann, Torsten Loschke, Steffi Marung, Matthias Middell (red.), In Search of Other Worlds. Towards a Cross-Regional History of Area Studies, Leipzig: Leipziger Universitätsverlag (Leipzig University Press) 2018, s. 195–213. ISBN 978-3-96023-054-0.
- „Polsko-brazylijska współpraca naukowa”, w: „POLSKA i BRAZYLIA – bliższe niż się wydaje”, red. Jerzy Mazurek, Instytut Studiów Iberyjskich i Iberoamerykańskich UW, Muzeum Historii Polskiego Ruchu Ludowego, Wydawnictwo Muzeum Niepodległości, Warszawa 2020, s. 567–585, ISBN Wydawnictwo Muzeum Niepodległości, ISBN 978-83-66640-18-4; ISBN Muzeum Historii Polskiego Ruchu Ludowego, ISBN 978-83-7901-251-0; Instytut Studiów Iberyjskich i Iberoamerykańskich UW, ISBN 978-83-65911-59-9.

Monografie autorskie i monografie zbiorowe pod redakcją
- Religia w Brazylii. Uwarunkowania społeczno-kulturowe, Kraków: ZW NOMOS, 2015, s. 266. ISBN 978-83-7688-188-1.
- Brazil-Poland. Focus on Economy, red. Alexis Toríbio Dantas, Alojzy Z. Nowak, Renata Siuda-Ambroziak, Warszawa, Rio de Janeiro: UW/UERJ, 2014, s. 212, ISBN (PL): ISBN 978-83-235-1471-8, ISBN (BR): ISBN 978-85-99958-23-0.
- Brazil-Poland. Focus on Environment, red. Alexis T. Dantas, Waldemar Kozioł, Renata Siuda-Ambroziak, Warszawa, Rio de Janeiro: UW/UERJ, 2017, ISBN (PL): ISBN 978-83-62992-19-5, ISBN (BR): ISBN 978-85-99958-27-8.
- Subjetividades em trânsito: memória, emoção, e-imigração e identidades, red. Isabel Regina Augusto, Maria Cristina Dadalto, Renata Siuda-Ambroziak, Macapá/Rio de Janeiro: UNIFAP/Bonecker, 2017, p. 213, ISBN (PL): ISBN 978-83-62992-24-9; (BR): ISBN 978-85-5476-000-7.
- Religión y política en América Latina, red. Katarzyna Krzywicka, Renata Siuda-Ambroziak, Estudios Latinoamericanos de la UMCS, vol. V, UMCS, Lublin 2017, ISBN 978-83-227-9036-6, ISSN 2084-8072.
- Brazil-Poland. Focus on Religion. Red. Solange Ramos de Andrade, Renata Siuda-Ambroziak, Ewa Stachowska, Maringá: Ed. Diálogos da UEM, 2019, ISBN 978-83-62992-21-8, s. 340.
- Brazil-Poland. Focus on Migration. Red. Erica Sarmiento, Renata Siuda-Ambroziak, Warszawa, Rio de Janeiro: UNIVERSO, 2019, ISBN 978-83-62992-21-8, s 235.